# Primeiros reis cassitas
Os primeiros sarruns cassitas são a sequência de oito, ou possivelmente nove, nomes que aparecem nas Listas de Reis da Babilônia e da Assíria que pretendem representar os primeiros monarcas ou monarcas ancestrais da dinastia que se tornaria a cassita ou 3.ª Dinastia da Babilônia, que governou por 576 anos e 9 meses, e que conteve 36 reis, de acordo com a Lista Real A (BM 33332). Com toda a probabilidade, a dinastia governou a Babilônia por cerca de 350 anos.

## Lista real tradicional
A era dos primeiros governantes cassitas é caracterizada por uma escassez de registros históricos sobreviventes. As principais fontes de evidência da existência desses sarruns são a Lista Real A da Babilônia, que mostra apenas os seis primeiros, e a Lista Real Sincronística da Assíria (A.117, Assur 14616c.), que dá seus nomes indistintamente, e que são comparados abaixo, com base em Brinkman.
| Posição | Lista Real A             | Lista Real Sincronística | Rei proposto                                              | Reinado      |
| ------- | ------------------------ | ------------------------ | --------------------------------------------------------- | ------------ |
| 1       | mgan-dáš                 | m˹ga (?)-x-x˺            | Gandas (Gandaš)                                           | 26 anos      |
| 2       | ma-gu-um IGI a-šú        | ma-˹gu-um˺ IGI ˹(x)˺-šu  | Agum Maru (Maḫrû)[a]                                      | 22 anos      |
| 3       | m[kaš-til]-iá-ši         | mkaš-til-˹x˺-šu          | Castiliasu I (Kaštiliašu I)                               | 22 anos      |
| 4       | m˹x˺-ši A-šú             | ma-bi-˹ra˺-taš           | Abirratas (Abi-Rattaš) [b]                                | desconhecido |
| 5       | m˹a-bi˺-Rat-taš          | mkaš-til-˹a˺-šu          | Castiliausu I (novamente) ou II                           | desconhecido |
| 6       | m˹UR-zi˺-U(= guru12)-maš | UR-zi-g[u-r]u-˹ma˺-áš    | Urzigurumas (Ur-zigurumaš) [c]                            | desconhecido |
| 7       |                          | ˹mḫar˺-ba-˹(x)-x˺        | Harbassipaque/Siu (Ḫarba-Šipak/Šihu), Hurbazum (Ḫurbazum) | desconhecido |
| 8       |                          | m˹x-ib-x˺-[(x)]-˹x-x˺    | Tipetaquezi (Tiptakzi), Sipetaulzi (Šipta’ulzi)           | desconhecido |
| 9       |                          | m˹x-x-(x)˺               | Cacrime (Kakrime) = Agum II                               | desconhecido |

## História
Possivelmente a primeira ação militar envolvendo os cassitas foi preservada na fórmula de datação (erin Ka-aš-šu-ú in) para o nono ano de Samsuiluna (1 741 a.C.). É chamado de "ano do exército cassita"[d] e nele parece o sarrum não foi totalmente bem-sucedido em repelir os invasores, um sinal de fraqueza que desencadeou revoltas generalizadas em cidades de toda a Mesopotâmia e uma resposta decisiva de Samsuiluna. O quarto ano epônimo[e] de Abiesu (1 707 a.C.), filho e sucessor de Samsuiluna, registra que Abiessu "subjugou os cassitas". Por volta da mesma época, um rei do reino do Médio Eufrates chamado Hana, estado sucessor de Mari, tinha o nome de Castiliasu, mas além desse nome não há evidência de que a região foi ocupada por cassitas durante este tempo, e ele foi sucedido por Sunuruamu (Šunuhru-Ammu), cujo nome é amorita. Duas impressões de selos (TQ5-T105 e TQ5-T99) encontradas na capital de Hana, Terca, dizem: "[Gi]-mil-Nincara-[que] (Ninkar-[ak]), filho de Arsia-[um] (Arši-a [ḫum]), [ser]vo de Ila [ba], [e] [C]-astili-[asu] ([K]-aštili-[ašu])". Frayne especula que Castiliasu pode ter sido um babilônio instalado por Samsuiluna após sua derrota de Iadiabu e não um governante nativo.
Um texto escolar do I milênio a.C. (BM 77438) que pretende ser uma cópia de uma de suas inscrições credita a Gandas a conquista de Bà-bà-lam. Aqui se lê:
O redemoinho brilhante, o touro dos deuses, o Senhor dos Senhores

Gadas (Gaddaš), o rei dos quatro quadrantes do mundo, o rei da terra da Suméria

E Acádia, o rei da Babilônia, sou eu.

Naquela época, o Ecur de Enlil, que na conquista

Tinha sido destruído (o resto desapareceu)[f]
- Inscrição de Gandas, cópia do texto escolar do Primeiro Milênio
Agum I pode ser o assunto de uma inscrição histórica do século VII a.C. que também menciona Damiquilisu, o último rei da I dinastia de Isim (K. 3992 linha 10). A inscrição de Agum-Cacrime (K. 4149+) nomeia Agum rabi-i (rabû, "o grande"), Castiliasu, Abirratas e Urzigurumas como ancestrais de Agum-Cacrime (Agum II), cada um filho do anterior, exceto Urzigurumas, que é descrito como descendente de Abirratas. Os traços na nona posição da Lista Real Sincronística não permitem a reconstrução do nome Agum, então Cacrime foi sugerido como uma alternativa.

## Textos de Tel Muamede
As escavações no subúrbio ao sudeste de Baguedade, conhecido como Tel Muamede (Tell Muḥammed), renderam dois arquivos do primeiro período da dinastia do País do Mar. Os do nível 3, escavados nos anos 1990, foram datados com anos epônimos, por exemplo: "Ano da água [que] carregou o Rei Hurduzum até a cidade". Aqueles do nível 2, escavados nos anos 1970, possuíam uma fórmula de datação ligeiramente diferente, por exemplo: "Ano 38, Babilônia foi reassentada.[g] Ano do Rei Sipetaulzi", e dizem respeito sobretudo a empréstimos de prata e cereais. Pensa-se que as camadas estejam, cronologicamente falando, distantes uma geração umas da outras. O reassentamento da Babilônia tem sido relacionado às consequências do saque hitita da cidade sob Mursil I. Boese propôs que os dois reis são aqueles nas posições sete e oito das listas, e que uma leitura ligeiramente diferente de Hurbazum para Hurduzum seria admissível, uma posição contestada por Brinkman.